# Janus Theeuwes
Adrianus Cornelis „Janus” Theeuwes (ur. 4 kwietnia 1886 w Gilze en Rijen, zm. 7 sierpnia 1975 w Tilburgu) – holenderski łucznik, mistrz olimpijski.

## Kariera sportowa
Theeuwes startował na Letnich Igrzyskach Olimpijskich 1920 w Antwerpii. Podczas tych igrzysk sportowiec wraz z holenderską reprezentacją zdobył złoty medal w celu ruchomym z 28 metrów. Theeuwes walnie przyczynił się do zwycięstwa Holendrów, gdyż miał spośród nich najlepszy wynik (443 punkty). Cała ośmioosobowa drużyna zdobyła 3087 punktów, wyprzedzając drugą Belgię o ponad 160 oczek. Była to jedyna konkurencja olimpijska, w której startował.